# كريم أباد (سررود الجنوبي)
کریم أباد (بالفارسية: کریم‌آباد) هي قرية تقع في إيران في قسم سررود الجنوبي الريفي. يقدر عدد سكانها بـ 313 نسمة .